# Karibu
Karibu of Lamassu waren kwaadwerende bewakers aan tempels en paleizen in het oude Sumerië en Akkadië tot in de Babylonische tijd. Het Akkadische woord ka-ri-bu betekent zegenende [geest]. De karibu was oorspronkelijk het oerwezen dat bij de Assyrische Boom des Levens waakte en er de levenskracht van uitmaakte. Het was de dynamische component van deze structuur. Het werd later voorgesteld als half dier, half mens zoals een sfinx, maar was ook nog gevleugeld. 
Ook de godin Isjtar werd met dergelijke lange vleugels afgebeeld, zoals op een Akkadisch zegel gedateerd op 2360-2180 v.Chr. in het British Museum te zien is.

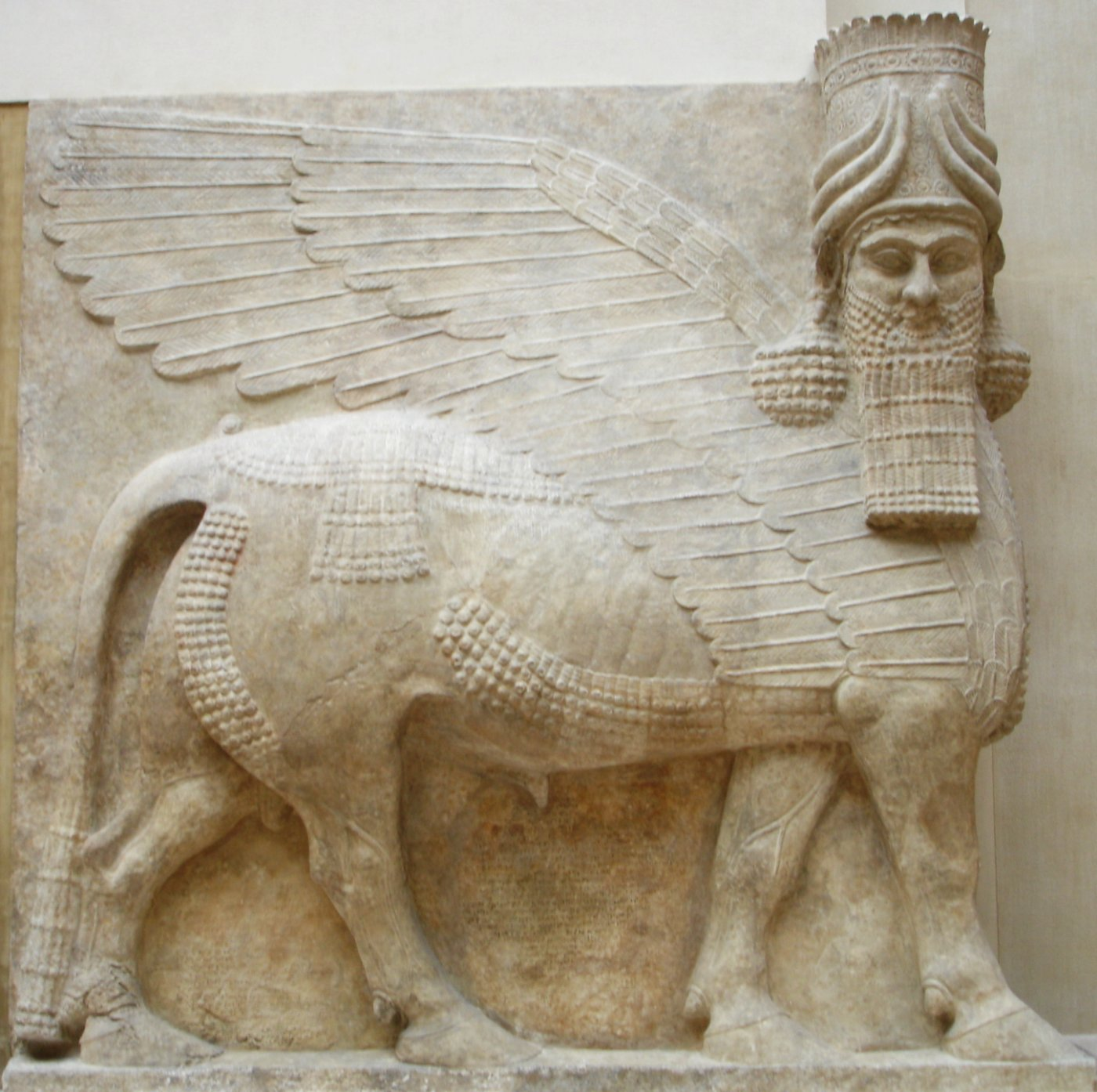
Gevleugelde stier met mensenhoofd en gehoornde kroon zoals van Isjtar:
muurreliëf van het paleis van Sargon II

De latere god Marduk werd op verwante wijze afgebeeld als een gevleugelde geest in een zonneschijf, hangend boven de levensboom. 
Ook in de eerste tempel van Jeruzalem stonden beelden van kerubs, die de Ark bewaakten. Het waren eveneens sfinxachtige mythologische monsters door de Israëlieten ontleend aan Mesopotamië en aangepast aan de eigen iconografie.
Het Hebreeuwse woord keroev, lijkt op karibu. Tijdens hun ballingschap in het Babylonische Rijk zouden de Joden vertrouwd geraakt zijn met deze wezens, en mogelijk om die reden zijn ze ook verwerkt in de Hebreeuwse Bijbel en de Joodse geschriften. Het is daar ook een cherubijn die de Hof van Eden 'met een vlammend zwaard' bewaakt nadat Adam en Eva eruit waren verjaagd.
Busten van cherubijnen zijn nog te vinden in de basiliek Sint-Jan van Lateranen te Rome.